# Constantí d'Antioquia
Constantí d'Antioquia (també Constanci, llatí Constantius) fou prevere de l'església metropolitana d'Antioquia, i va viure vers el 400. Havia de succeir a l'arquebisbe Flavià però Porfiri, que aspirava a la seu, va intrigar i va aconseguir una ordre de l'emperador Arcadi per al desterrament de Constantí. Aquest es va escapar a Xipre on va viure la resta de la seva vida i va sobreviure a Sant Joan Crisòstom que va morir el 407. Va escriure 32 homilies sobre el comentari de Sant Joan Crisòstom a l'Epístola als hebreus.